# Franz Schott

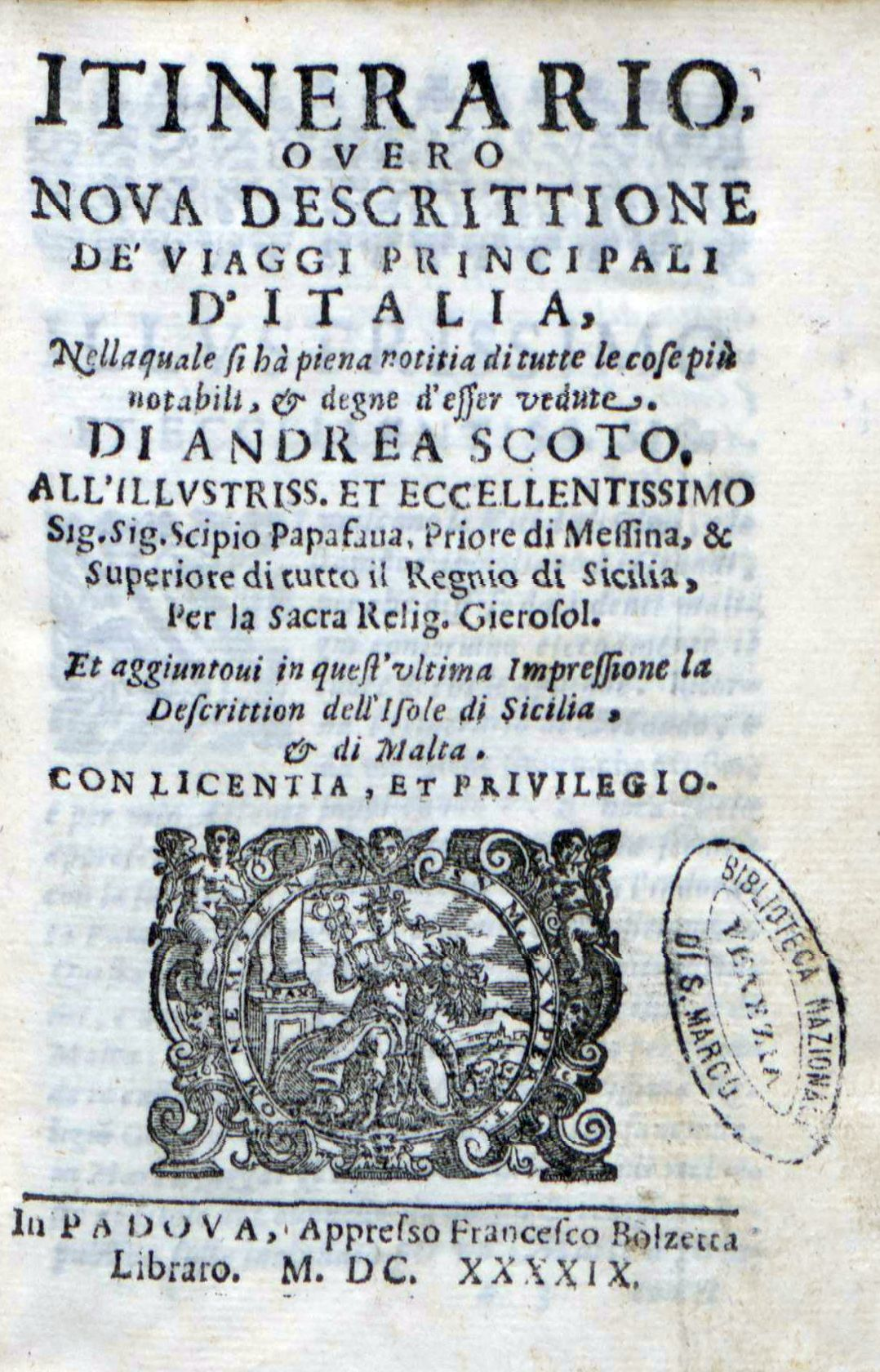
Itinerario overo nova descrittione de' viaggi principali d'Italia, 1649

Franz Schott, in latino Franciscus Schottus, italianizzato Francesco Scoto (Anversa, 1548 – 1622), è stato un giurista e viaggiatore fiammingo.

## Biografia
Fratello di Andreas Schott, fu autore di una guida per i pellegrini diretti in Italia per il Giubileo del 1600: l'Itinerarium nobiliorum Italiae regionum, urbium, oppidorum, et locorum. L'opera ebbe un enorme successo e fu tradotta in italiano, inglese, francese e ristampata fino al settecento.

## Opere
- (LA) Itinerarium nobiliorum Italiae regionum, urbium, oppidorum, et locorum, Vicenza, Francesco Bolzetta, 1600.
- (LA) Itinerarii Italiae pars secunda. Roma eiusq. admiranda, cum diuina, tum humana, Vicenza, Francesco Bolzetta, 1600.
- (LA) Itinerarii Italiae pars tertia. Iter Roma Neapolim. Indeq. puteolos: et reditus tibur, Vicenza, Francesco Bolzetta, 1600.
- Itinerario overo nova descrittione de' viaggi principali d'Italia, Padova, Francesco Bolzetta, 1649.
- Parte seconda dell'itinerario d'Italia, doue si contiene la descrittione di Roma. Con le cose notabili di essa tanto diuine, quanto humane, Padova, Francesco Bolzetta, 1648.
- Parte terza dell'itinerario d'Italia. Viaggio da Roma à Napoli, & da Napoli à Pozzuolo, & ritorno à Tiuoli, Padova, Francesco Bolzetta, 1647.